# 182044 Ryschkewitsch
182044 Ryschkewitsch è un asteroide della fascia principale. Scoperto nel 2000, presenta un'orbita caratterizzata da un semiasse maggiore pari a 2,3907619 au e da un'eccentricità di 0,2024847, inclinata di 0,38959° rispetto all'eclittica.